# الحق في الفقه الإسلامي
الحق هو الواجب الثابت والمؤكد. وهي مصلحة يخوَّل لصاحبها القيام بأعمال ضرورية لتحقيق هذه المصلحة، وفيها ثبوت قيمة معينة لشخص معين بمقتضى القانون. ويعد الحق هو ما منحه الشرع لكافة الأفراد على حد سواء وألزموا باحترامه، وهو وسيلة لتحقيق مصلحة مشتركة، والقانون هو الذي يقرر هذه المصلحة، كما أنه قدرة إرادية يعترف بها القانون للغير، ويكفل حمايتها، وهو ما يستطيع الفرد العمل به في إطار ما يسمى بالشرعية القانونية.